# Galaxia Pitică Neregulată din Pegas
Galaxia Pitică Neregulată din Pegas, denumită adesea în  engleză Pegasus Dwarf și cu denumirea abreviată PegDIG (după engleză Pegasus Dwarf Irregular Galaxy), este o galaxie neregulată pitică din Grupul Local situată în constelația Pegas. Satelit al galaxiei Andromeda, distanța sa față de Soare este destul de puțin cunoscută, fiind menționată la circa 2,5 milioane de ani-lumină (760 kpc) potrivit unui studiu exhaustiv din 2006, însă evaluată adesea la în jur de 3,3 milioane de ani-lumină (1 Megaparsec) prin măsurători mai recente. Galaxia nu trebuie confundată cu Andromeda VI, galaxia pitică sferoidală din Pegasae, denumită în engleză Pegasus Dwarf Spheroidal; pentru a o distinge fără ambiguitate de And VI, „PegDIG” este uneori denumită în literatură DDO 216.

Localizarea Galaxiei Pitice Neregulate din Pegas (Pegasus Dwarf) în Grupul Local.

## În cultura populară
La seria televizată de science-fiction Stargate Atlantis se desfășoară în această galaxie.